# Hexeurytoma grandis
Hexeurytoma grandis is een vliesvleugelig insect uit de familie Eurytomidae. De wetenschappelijke naam is voor het eerst geldig gepubliceerd in 1917 door Dodd.